# Kunice (Kelet-prágai járás)
Kunice település Csehországban, a Kelet-prágai járásban. Kunice Petříkov, Strančice, Mirošovice, Mnichovice, Velké Popovice és Pyšely településekkel határos. Lakosainak száma 1884 fő (2024. január 1.).

## Népesség
A település lakosságának változását az alábbi diagram mutatja:
| Lakosok száma | 865  | 780  | 757  | 819  | 628  | 570  | 1431 | 1583 | 1734 | 1884 |
|               | 1869 | 1890 | 1921 | 1950 | 1980 | 2001 | 2017 | 2019 | 2022 | 2024 |